# Pagoedoen sana-i
Pagoedoen sana-i (Hangul: 파괴된 사나이; titolo internazionale Man of Vendetta) è un film sud-coreano del 2010, diretto da Woo Min-ho, inedito in Italia.

## Trama
Joo Hye-rin, figlia di cinque anni di Joo Young-soo, un devoto pastore protestante, viene misteriosamente rapita. Il padre, pur di riottenere la figlia, è disposto a pagare un ingente riscatto, ma la moglie, al contrario, decide di informare la polizia. Il detective Koo decide di tendergli una trappola, ma il rapitore, scoperto il piano della famiglia, non si presenta all'appuntamento. Otto anni dopo, il padre ha lasciato il proprio incarico di pastore e ha perso la sua fiducia in Dio, essendo soltanto desideroso di ritrovare la figlia. Inaspettatamente, il rapitore lo ricontatta, dicendogli che Hye-rin è ancora viva, ma chiede ancora più soldi come riscatto e gli ordina di non chiamare la polizia. Il padre deciderà allora di salvare da solo la propria bambina, ma la sua decisione lo porterà incontro a numerosi pericoli.

## Personaggi
- Joo Young-soo, interpretato da Kim Myung-min
Pastore protestante con una moglie ed una figlia, rimane scioccato alla notizia del rapimento di quest'ultima e perde la propria fiducia in Dio.
- Choi Byeong-chul, interpretata da Um Ki-joon
Madre di famiglia estremamente affezionata alla figlia, preferisce affidarsi alle ricerche della polizia
- Joo Hye-rin, interpretata da Kim So-hyun
La piccola figlia di Joo e Choi. Verrà misteriosamente rapita, e suo padre, per ritrovarla, sarà disposto a correre innumerevoli rischi.
- Detective Koo, interpretato da Lee Byung-joon
Solerte detective che cercherà di ritrovare la Joo Hye-rin. L'intervento della polizia spingerà però il ricattatore a non presentarsi all'appuntamento stabilito.